# William Vogt (ambientalista)
William Vogt (15 de mayo de 1902 - 11 de julio de 1968) fue un ecologista y ornitólogo interesado en la capacidad de carga y el control de la población. Fue autor del best-seller Camino de Supervivencia (1948), director nacional de la Planned Parenthood Federation of America y secretario de la Fundación para la Conservación.

## Biografía
William Vogt nació en 1902 en Mineola, Nueva York. Tras graduarse con honores en 1925 en el St. Stephens (actual Bard) College, fue uno de los primeros opositores al drenaje de los pantanos para el control de los mosquitos, y más tarde asumió una serie de cargos que le dieron la oportunidad de profundizar en sus intereses por las aves y el medio ambiente. 
En 1942 fue nombrado Director Asociado de la División de Ciencia y Educación de la Oficina del Coordinador de Asuntos Interamericanos. Más tarde, ocupó el cargo de Jefe de la Sección de Conservación de la Unión Panamericana, a través del cual tuvo la oportunidad de estudiar la relación entre el clima, la población y los recursos en varios países latinoamericanos. Estas experiencias constituyeron el trasfondo de la perspectiva que posteriormente elaboró en su Camino a la Supervivencia (1948), un libro motivado por su firme convicción de que las tendencias actuales de fertilidad y crecimiento económico estaban destruyendo rápidamente el medio ambiente y socavando la calidad de vida de las generaciones futuras. La contribución más importante de Vogt fue vincular los problemas medioambientales con la superpoblación percibida, advirtiendo en términos inequívocos que las tendencias actuales provocarían futuras guerras, hambre, enfermedades y el colapso de la civilización.
Camino de Supervivencia fue un influyente best seller. Tuvo un gran impacto en el renacimiento malthusiano de los años 50 y 60. Tras su publicación, dedicó muchas actividades a la causa de la superpoblación. De 1951 a 1962 fue director nacional de la Planned Parenthood Federation of America. En 1964, se convirtió en secretario de la Fundación para la Conservación (hoy parte de WWF). Fue representante de la Unión Internacional para la Conservación de la Naturaleza y los Recursos Naturales ante las Naciones Unidas hasta su muerte. "A su muerte, el 11 de julio de 1968, se le recuerda por las preguntas provocadoras que se atrevió a plantear y por abordar un tema que seguía envuelto en la polémica".

## Legado
Según Charles C. Mann:
"Vogt... estableció las ideas básicas del movimiento ecologista moderno. En particular, fundó lo que la investigadora de población del Hampshire College, Betsy Hartmann, ha llamado 'ecologismo apocalíptico': la creencia de que, a menos que la humanidad reduzca drásticamente el consumo y limite la población, arrasará los ecosistemas globales". En sus libros más vendidos y en sus poderosos discursos, Vogt argumentó que la riqueza no es nuestro mayor logro, sino nuestro mayor problema. Si seguimos tomando más de lo que la Tierra puede dar, dijo, el resultado inevitable será la devastación a escala global. ¡Recortar! Recortar! era su mantra."
En 1948 se le concedió el premio Mary Soper Pope Memorial Award en botánica. En 1960 fue elegido miembro de la American Association for the Advancement of Science.
Su obra Road to Survival influyó en años posteriores a autores como Rachel Carson y Paul Ehrlich, luego considerados como los impulsores del movimiento ambientalista moderno. En Chile también influyó en la obra de Rafael Elizalde, uno de los primeros impulsores de esta corriente de pensamiento en ese país.

## Obras
- Thirst on the Land: A Plea for Water Conservation for the Benefit of Man and Wild Life (1937)
- Más guano blanco: posibles recursos de la costa desértica chilena (Zig-Zag, 1945)
- La población de Costa Rica y sus recursos naturales (1946)
- El hombre y la tierra (Ministerio de Agricultura de Venezuela, 1948)
- Camino de Supervivencia (1948)
- La población de El Salvador y sus recursos naturales (Unión Panamericana, 1949)
- La población de Venezuela y sus recursos naturales (Ministerio de Agricultura de Venezuela, 1949)
- El hambre en el mundo (1950)